# NGC 6136
NGC 6136 (również PGC 57892) – galaktyka spiralna (Sc), znajdująca się w gwiazdozbiorze Smoka. Odkrył ją Lewis A. Swift 6 lipca 1886 roku.